# Vina (emoce)
Vina je kognitivní nebo emoční zkušenost, která se objevuje, pokud si člověk uvědomuje nebo se alespoň domnívá — oprávněně či nikoli — že učinil prohřešek vůči vlastním standardům chování nebo vůči morálním standardům a nese odpovědnost za toto porušení. Vina má blízký vztah k výčitkám svědomí.

## Psychologie
V psychologickém výzkumu může být vina měřena dotazníky jako je například IGQ-67 nebo TOSCA-3.